# Vijzelgracht 1
Vijzelgracht 1 is een gebouw in Amsterdam-Centrum. Het gebouw staat op de hoek Vijzelgracht en Prinsengracht. Het staat aan de Vijzelgracht tegenover Vijzelgracht 2a. Het gebouw is sinds 7 juni 1978 opgenomen in het monumentenregister, die het gebouw als volgt omschreef: Hoekpand uit de 17e eeuw met klokgevel, voorzien van hoekvoluten en bekronen gebogen fronton. Er is een houten onderpui uit de tweede helft 19 eeuw. Het pand is bij de restauratie in de oude vorm herbouwd (gegevens 14 maart 2019).
Op de kaart van Jacob Bosch met een plattegrond met de vierde uitleg, die omstreeks 1680 is uitgeven is het terrein onbebouwd, terwijl een plattegrond uit 1675 het gebouw wel al laat zien. Het gebouw bleef er al die tijd staan en zag de Vijzelgracht rond 1933 gedempt worden. Dit betekende kennelijk het begin van de onttakeling van het gebouw. Allereerst verloor het rondom die tijd haar oorspronkelijke klokgevel. Op een foto uit 1942 is te zien dat alleen nog het onderstuk van het gebouw overgebleven is; het gebouw is boven de houten onderpui afgebroken. In 1962 is ook dat deel in zo’n deplorabele staat dat het wordt afgebroken. In 1968 wordt Stadsherstel Amsterdam in de gelegenheid gesteld de hele hoek te kopen (Vijzelgracht 1-5 en Prinsengracht 646 en 648) om vervolgens de panden in hun oude luister terug te bouwen. Architect Gerard Prins (1929-2017) begeleidde de (her)bouw; hij was via Stadsherstel betrokken bij meerdere van dit soort projecten. Het was destijds het 1000e pand dat Stadsherstel zou bezitten. In 1971 werd de hoek opgeleverd.
Rond mei 1971 werd er aan de zijde van de Prinsengracht een gevelsteen geplaatst met ”Int root schaep“, een eerbetoon aan C.P. Schaap, opzichter bij de voorloper van Bureau Monumenten en Archeologie, betrokken bij de herbouw destijds. De gevelsteen is afkomstig van het gesloopte pand Sint Nicolaasstraat 2-4. 
In juni 2018 werd voor het pand het metrostation Vijzelgracht in gebruik genomen.

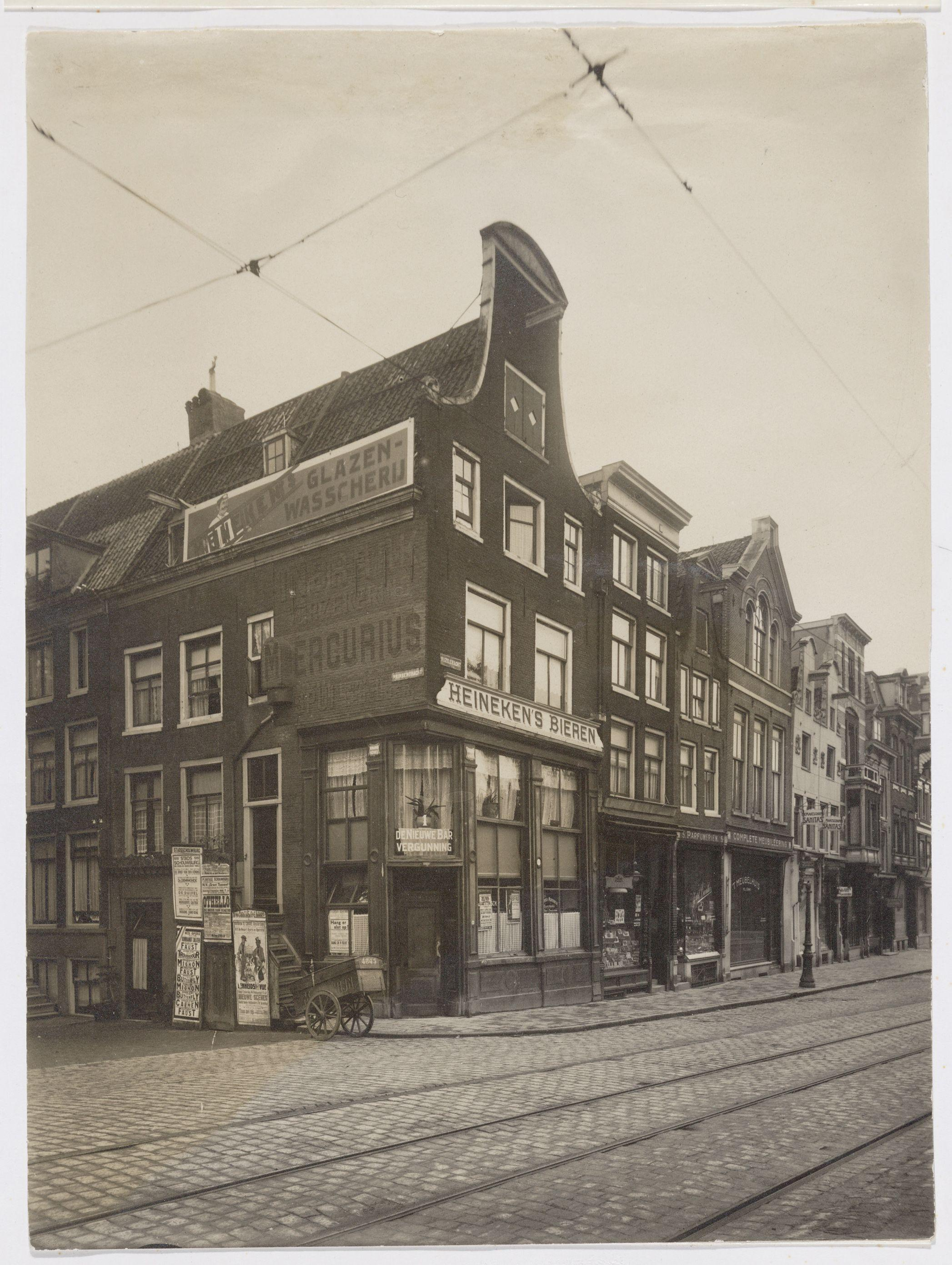
Vijzelgracht 1 (1918)
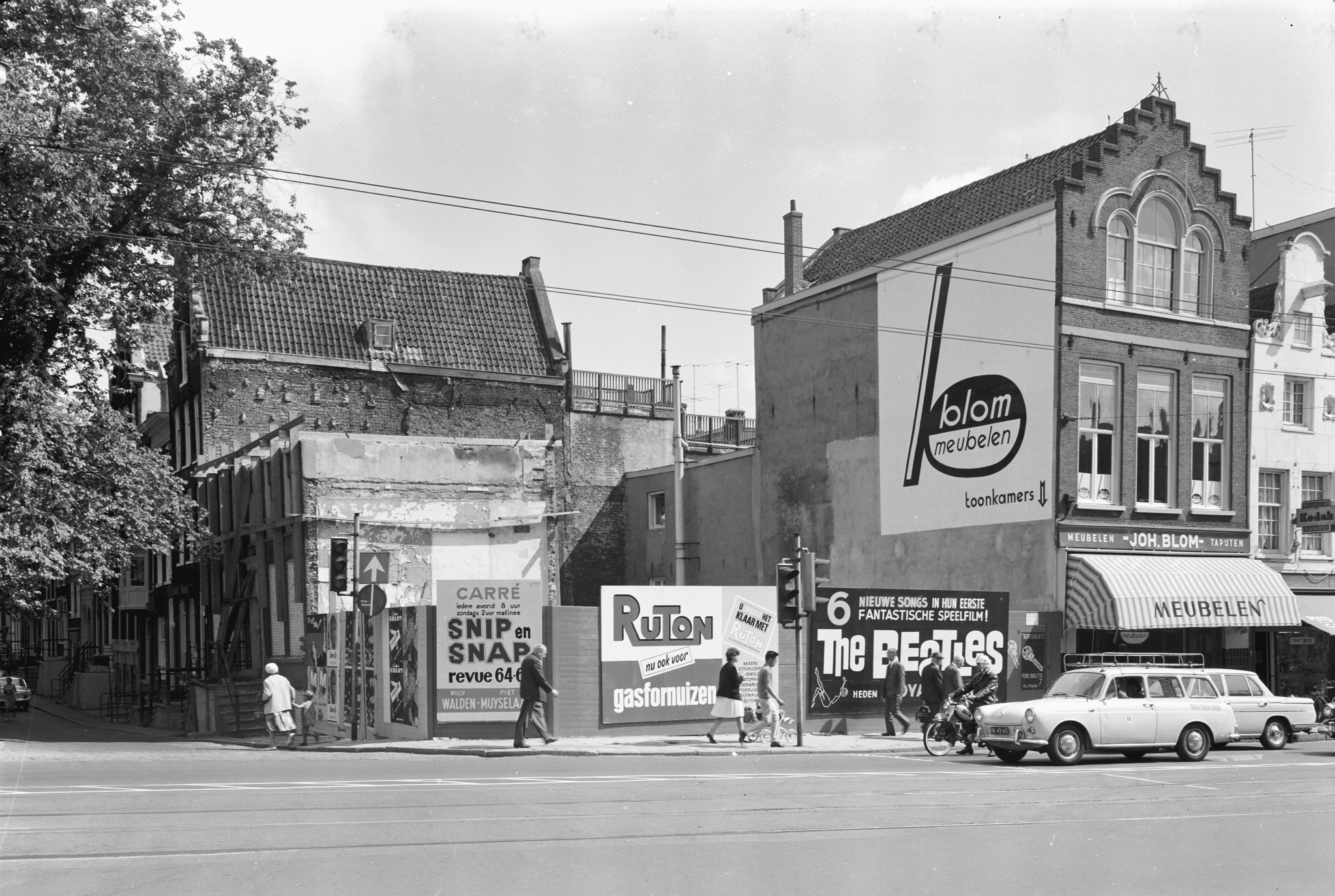
Vijzelgracht 1 (1964)
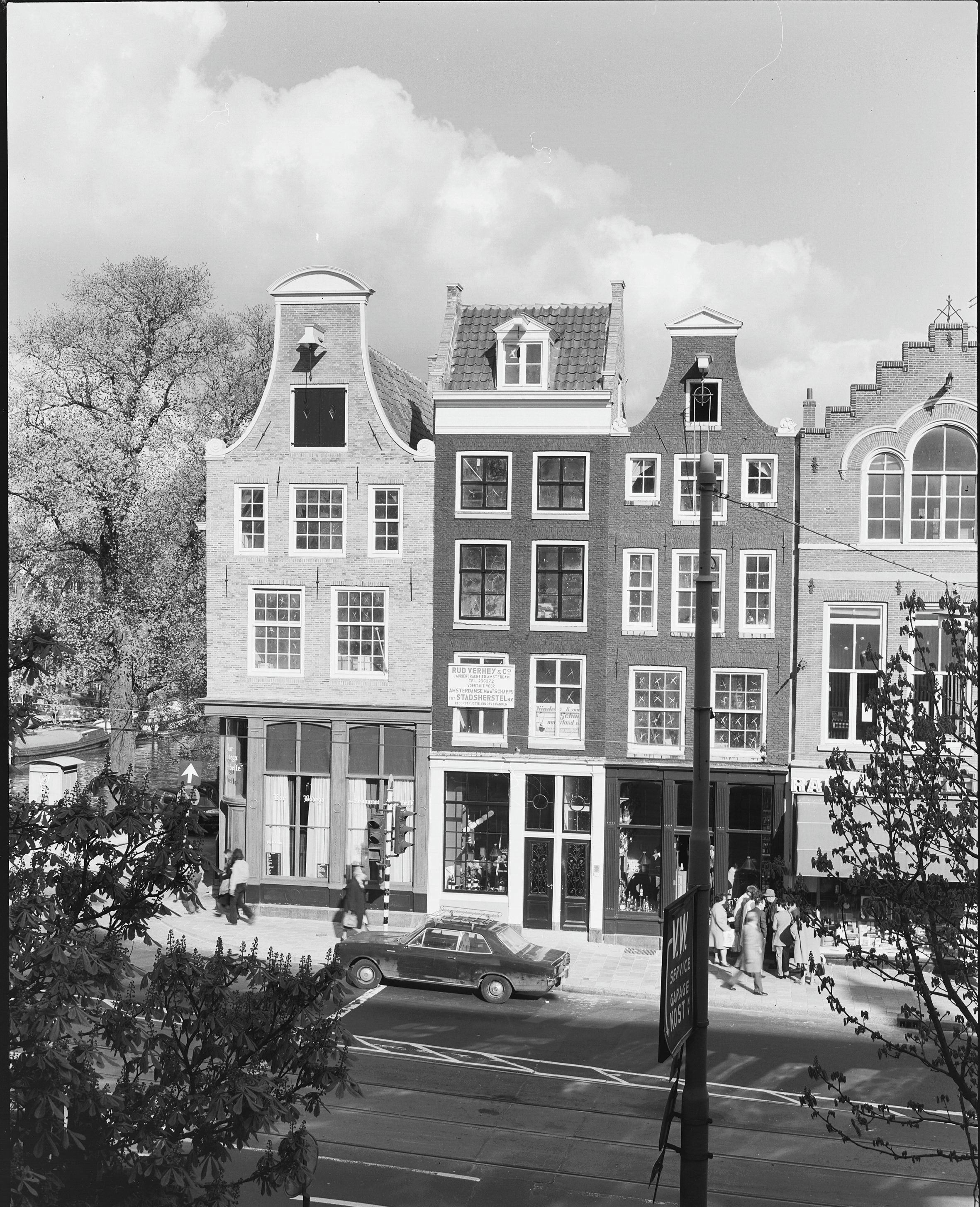
Vijzelgracht 1 (april 1971)